# 2002 VF130
2002 VF130, também escrito como 2002 VF130, é um objeto transnetuniano (TNO) que está localizado no cinturão de Kuiper, uma região do Sistema Solar. Ele é classificado como um provável cubewano. O mesmo possui uma magnitude absoluta de 7,2 e tem um diâmetro estimado com cerca de 121 km, por isso é pouco provável que possa ser classificado como um planeta anão, devido ao seu tamanho relativamente pequeno. Este corpo celeste é um sistema binário, o outro componente, o S/2009 (2002 VF130) 1, possui um diâmetro estimado em cerca de 105 km.

## Descoberta
2002 VF130 foi descoberto no dia 7 de novembro de 2002 pelo astrônomo Marc W. Buie.

## Órbita
A órbita de 2002 VF130 tem uma excentricidade de 0,115 e possui um semieixo maior de 45,887 UA. O seu periélio leva o mesmo a uma distância de 40,609 UA em relação ao Sol e seu afélio a 51,165 UA.